# 温怀光
温怀光（1906年—1952年12月7日），字亮三，山西沁县下张庄人。中华民国军事将领。

## 生平
1923年6月，毕业于沁县县立高小，后考入太原斌业中学，1926年考入太原北方军官学校第一期骑兵科。1927年4月至6月，任中华民国国军第六师司令部少尉见习、陆军第六师司令部中尉副官。1927年至1948年，先后任陆军第六师补充营上尉连长、北方军骑一队上尉队长、平津卫戍司令行营军务组少校组长、第六十六师四一二团少校团副、太原军事训练委员会上校科长、第六十一军208旅上校参谋长、陆军教导师少将参谋长、第七集团军总司令部中将参谋长、陆军骑兵第一军中将军长兼十八行政区督察专员及卫戍司令。1945年1月，担任第十三集团军中将参谋长兼建军委员会委员、山西省防军中将副司令、三十六军中将副军长，同时兼任新编一、二师联合总指挥后又兼榆次地区守备司令。1947年6月，担任陆军第十九军中将副军长、第十兵团中将副司令官，同时兼任太原城东卧虎山守备司令，与中国人民解放军在太原城对峙。1949年4月24日，解放军攻入太原时被俘，1952年9月12日被中国人民解放军华北军法处判处死刑，12月7日在太原执行。